# Limiteur de couple
Pour les articles homonymes, voir limiteur (homonymie).
Un limiteur de couple est un dispositif, fusible ou réversible, destiné à protéger les machines ou outils d'une surcharge. Cette sécurité s'effectue soit par débrayage, patinage en roue libre ou glissement à vide (comme le fait une courroie plate ou un embrayage à disque), soit par rupture d'une pièce fusible (comme les clavettes de sûreté). Les limiteurs de couple permettent d'éviter les dommages consécutifs à un blocage ou un enrayement du mécanisme.
Les limiteurs de couple peuvent être intégrés à un mécanisme d’accouplement ou à l'axe d'un pignon ou d'un moufle.

## Types fusibles
Les limiteurs fusibles vont couper la chaîne cinématique et annuler le couple résiduel sur l'arbre récepteur. Ils peuvent être réarmés soit manuellement, soit automatiquement.

### Clavette de sûreté

Accouplement fusible entre un tracteur (à droite) et une charrue (Nouvelle-Angleterre, 1922). La clavette (en bas à dr., photo du haut) peut reprendre un effort de 30 t.

La contrainte de cisaillement augmente dans la clavette lorsque le couple augmente ; ainsi, il suffit, pour obtenir un système fusible, de choisir le diamètre et le matériau de la clavette assurant l'accouplement de deux arbres pour qu'elle se rompe à un taux de cisaillement critique déterminé. Les fusibles à clavette ont été utilisés tout au long du XXe siècle.

## Limiteurs à débrayage

### Patin à disque
Ces limiteurs à frottement sont semblables à un embrayage à disque. Des ressorts viennent plaquer un disque contre l'arbre à entraîner. Suivant la loi du frottement de Coulomb, la force tangentielle d'entraînement est proportionnelle à la force perpendiculaire, exercée par compression des ressorts. Lorsque l'effort tangentiel, proportionnel au couple, atteint l'effort limite des ressorts (ressorts en hélice ou rondelles Belleville), il y a glissement et la charge excédentaire est dissipée sous forme de chaleur. Ces limiteurs n'ont pas besoin d'être réarmés. Le moulinet de canne à pêche fonctionne sur ce principe : on règle la force limite grâce à une grosse molette ; ainsi, le tambour de l'enrouleur tourne jusqu'à ce que le poisson, en mordant à l'appât, crée un choc et verrouille le mécanisme.

### Butée à billes de débrayage

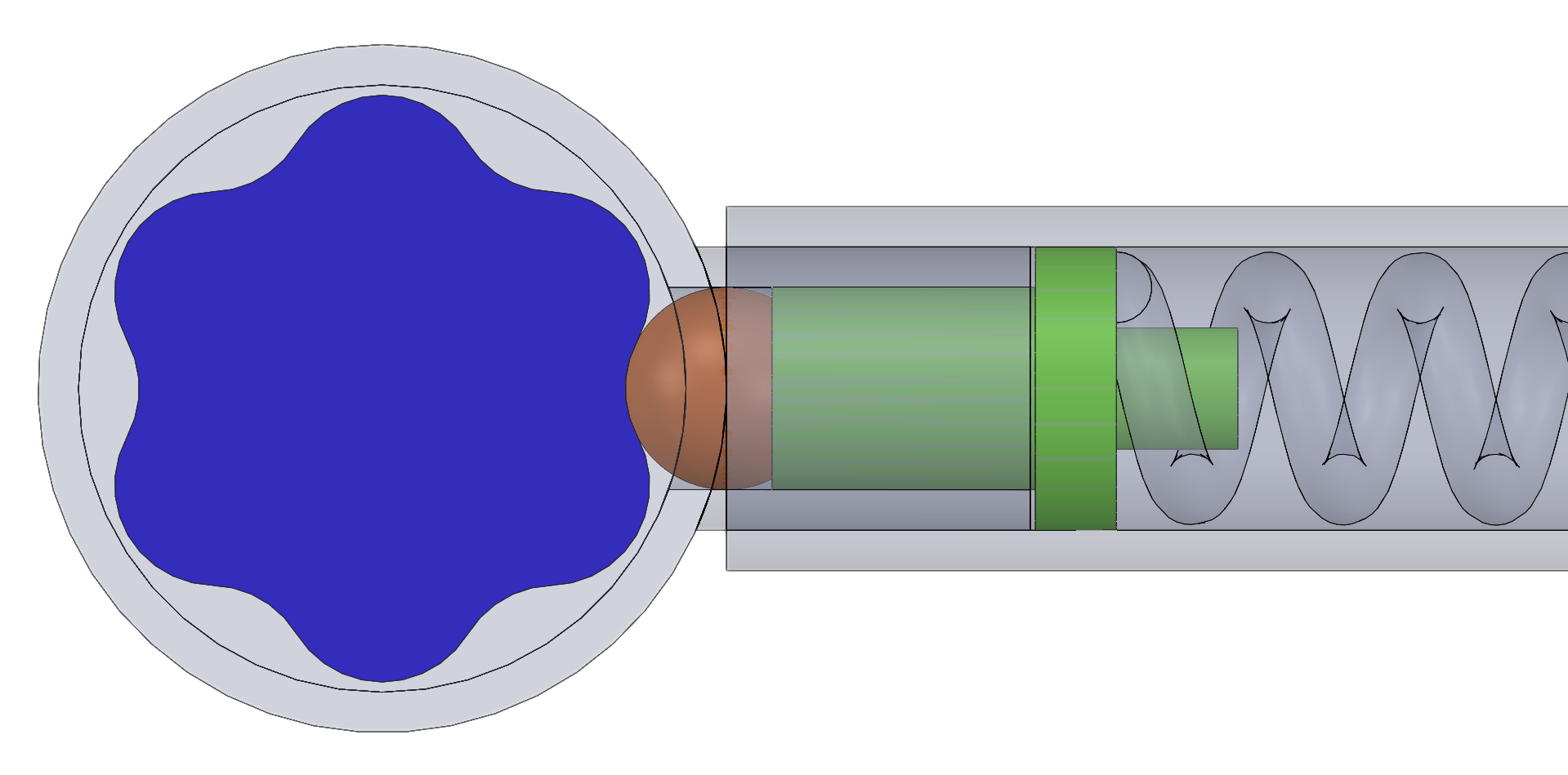
Principe d'un limiteur à bille : si le couple transmis par le manche d'une clef (à droite) est suffisant pour comprimer le ressort, la bille se rétracte et aucune rotation n'est plus transmise à l'axe (en bleu).

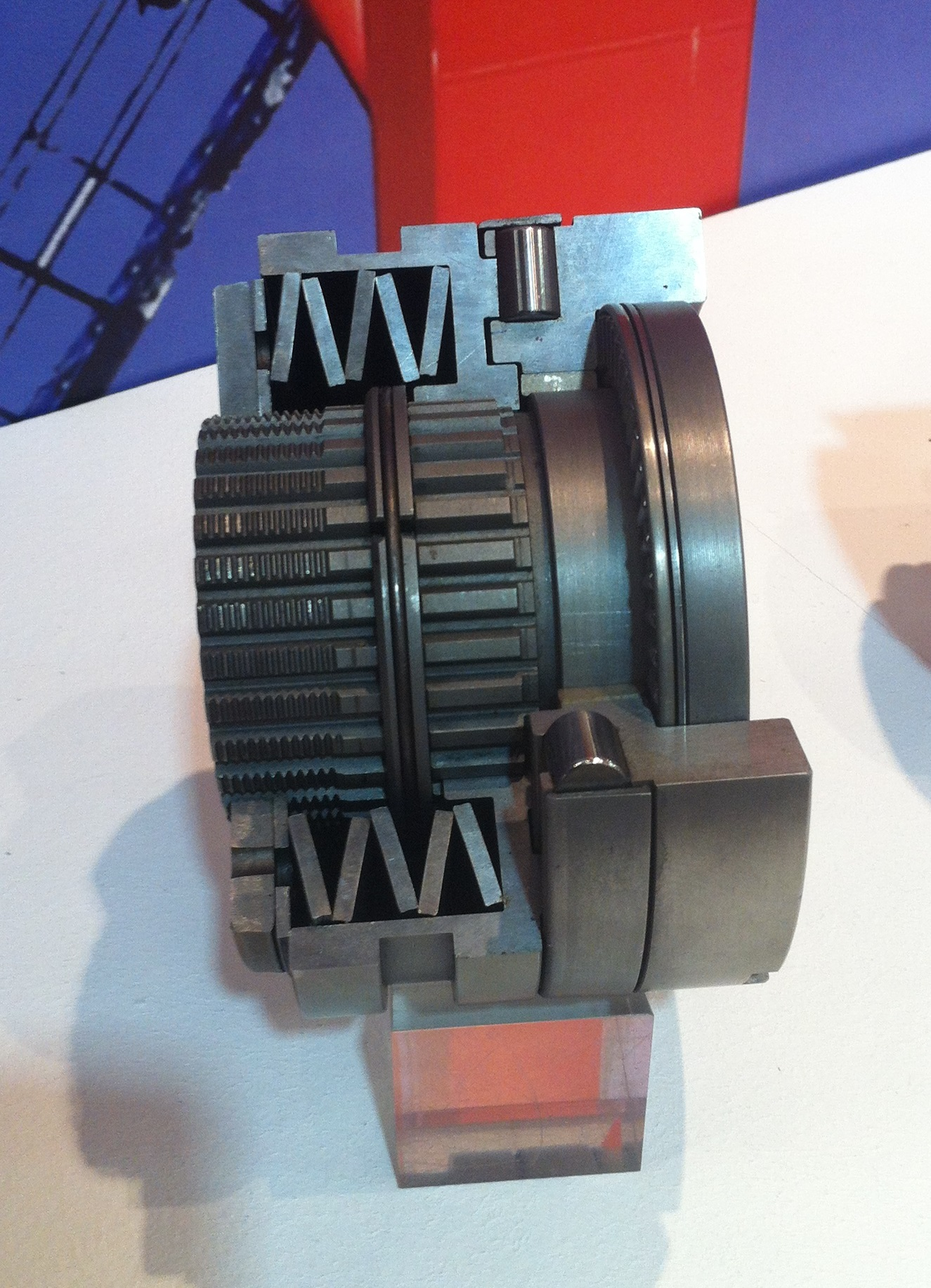
Limiteur de couple avec rondelles Belleville faisant ressorts.

Un limiteur de couple à billes transmet l'effort par l'intermédiaire de billes indéformables qui assurent le roulement de l'arbre et sont maintenues en place par des ressorts. Si un forçage déclenche le dépassement du couple critique, la déformation des ressorts repousse le billes hors de leur logement, provoquant ainsi le débrayage de l'arbre. Les roulements peuvent présenter une ou plusieurs positions de détente : et il est possible de poser un ressort qui permettra de réarmer (manuellement) le mécanisme, c'est-à-dire de restaurer le contact avec le roulement.
Les clefs dynamométriques, ainsi que de nombreuses perceuses sans fil incorporent ce type de limiteur de couple à un planétaire. Le limiteur peu s'intégrer à un palier d'engrenages ; il peut constituer l'une des positions ultimes de l'embrayage qui régit le rapport de conversion (vitesse-effort) de l'outil. En général, la fonction de limiteur de couple est intégrée au dernier pignon d'une transmission : le limiteur est un roulement à billes annulaire interposé entre la couronne du planétaire, et le « soleil », ou planétaire intérieur. Lorsque le couple excède une valeur déterminée, l'anneau intermédiaire n'est plus comprimé par les billes contre les dents du pignon et tourne en roue libre, cessant par là de communiquer tout mouvement au soleil du pignon. Ce système limite le couple dans les deux sens de rotation ; il est réversible, c'est-à-dire que la couronne ré-embraye lorsque le couple repasse sous la valeur critique ; enfin, l'arbre moteur peut agir sur le planétaire intérieur, et le planétaire extérieur être récepteur. Le plus souvent, le réglage du couple limite se fait en tournant une couronne munie d'une encoche, et dont les crans d'arrêt sont déterminés par un roulement spécifique.

### Cliquet à ressort
Le principe est le même que le limiteur à roulement, à ceci près que dans ce cas, un ressort vient plaquer un cliquet contre une encoche pratiquée dans l'arbre. Le réarmement peut être, là encore, manuel ou automatique. La compression initiale (pré-déformation) du ressort détermine le couple limite.

### Limiteur synchrone à aimants

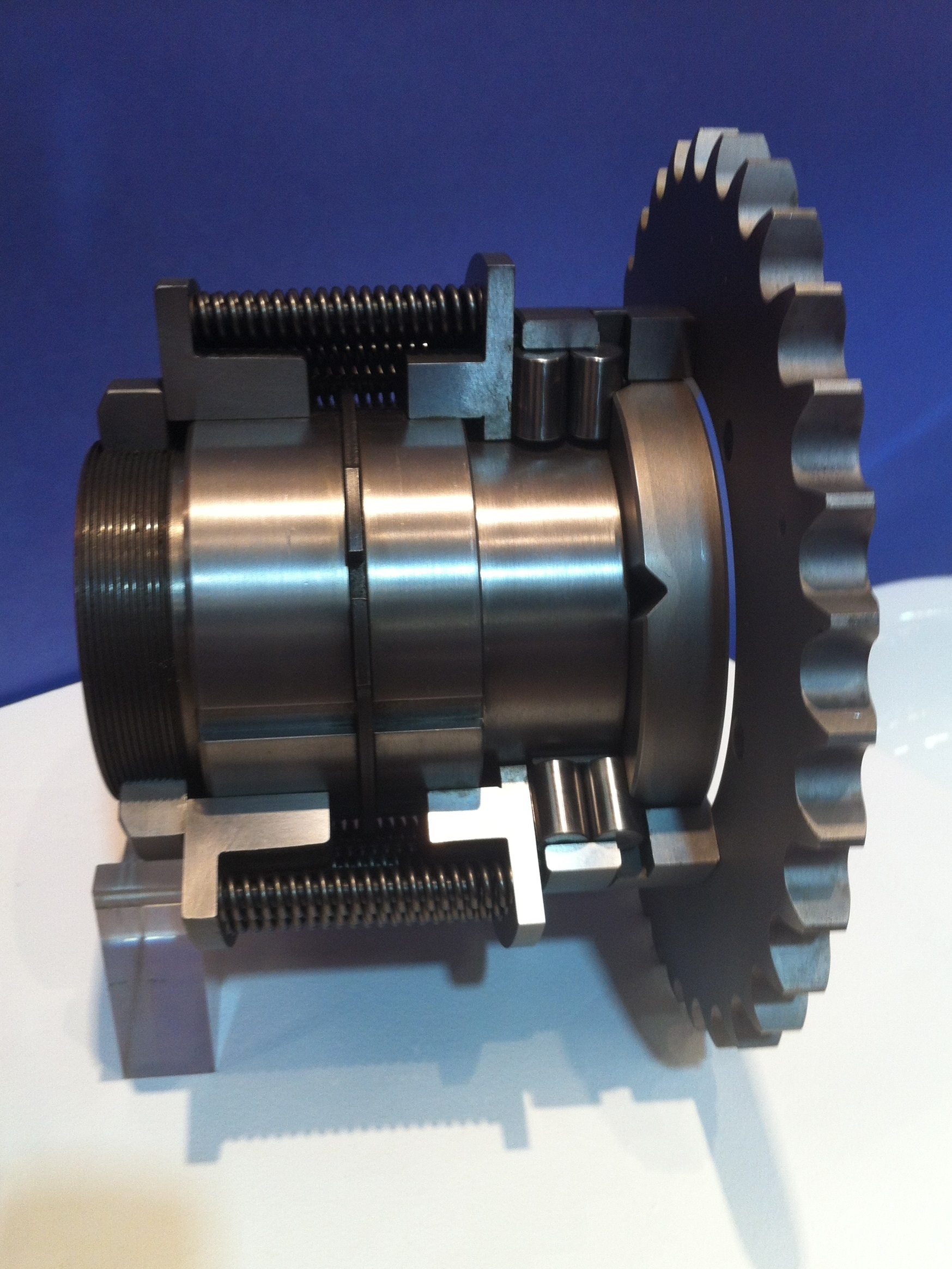
Limiteur de couple à cran d'arrêt qui utilise des ressorts pour pousser les rouleaux contre une plaque de sortie crantée.

Ce limiteur « sans contact » utilise des aimants permanents montés sur chaque arbre, séparés par une lame d'air. L’interaction magnétique transmet le couple d'un arbre à l'autre ; le temps de réaction est élevé, mais la transmission n'est pas exempte de jeu. Étant donné l'absence de contact mécanique entre les deux arbres, le couple peut être transmis à travers une barrière matérielle telle qu'un tube en polymère. Sur certains modèles, on peut régler le couple limite en modifiant l'épaisseur de la lame d'air.

### Limiteur à poudre ferromagnétique
On peut adapter un coupleur électromagnétique comme limiteur de couple : le couple transmis décroît à  peu près linéairement avec le courant parcourant les bobines à induction, de sorte qu'on peut le borner une valeur donnée ou l'annuler complètement, selon les besoins de l'application.